# 馬特·威廉斯

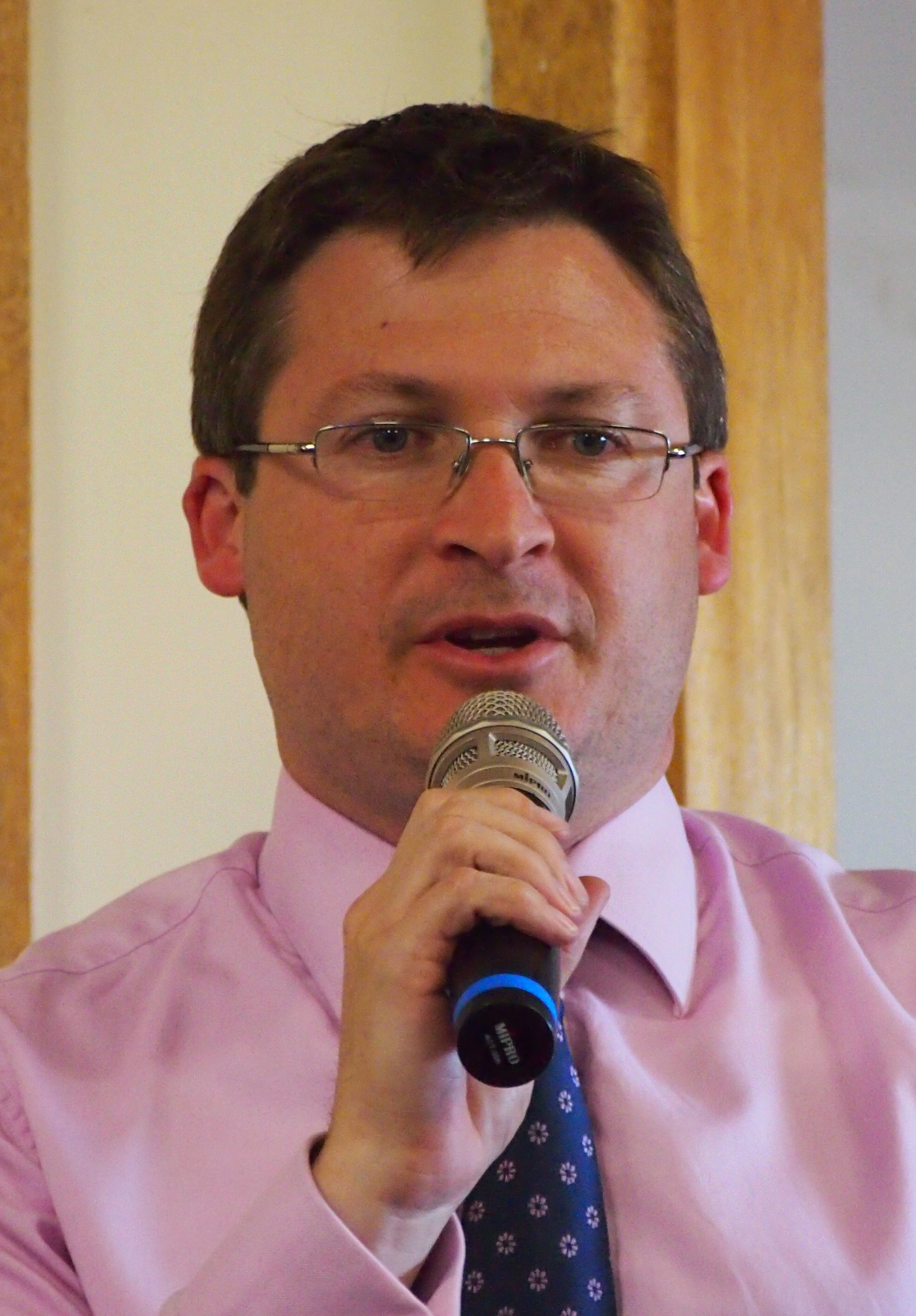

馬特·威廉斯（Matt Williams，1973年4月28日—）是一位澳洲政治人物，他的黨籍是澳洲自由黨。自2013年至2016年，他是欣德馬什選區選出的澳大利亞眾議院的議員。他出生在阿德萊德，畢業於阿德萊德大學。